# Pustolovine Migela Litina
Pustolovina Migela Litina (šp. La Aventura de Miguel Littín Clandestino en Chile) je delo Gabrijela Garsije Markesa objavljeno 1986, koje opisuje povratak filmskog režisera, Migela Litina, u svoju domovinu.